# الكنوز الثلاثة

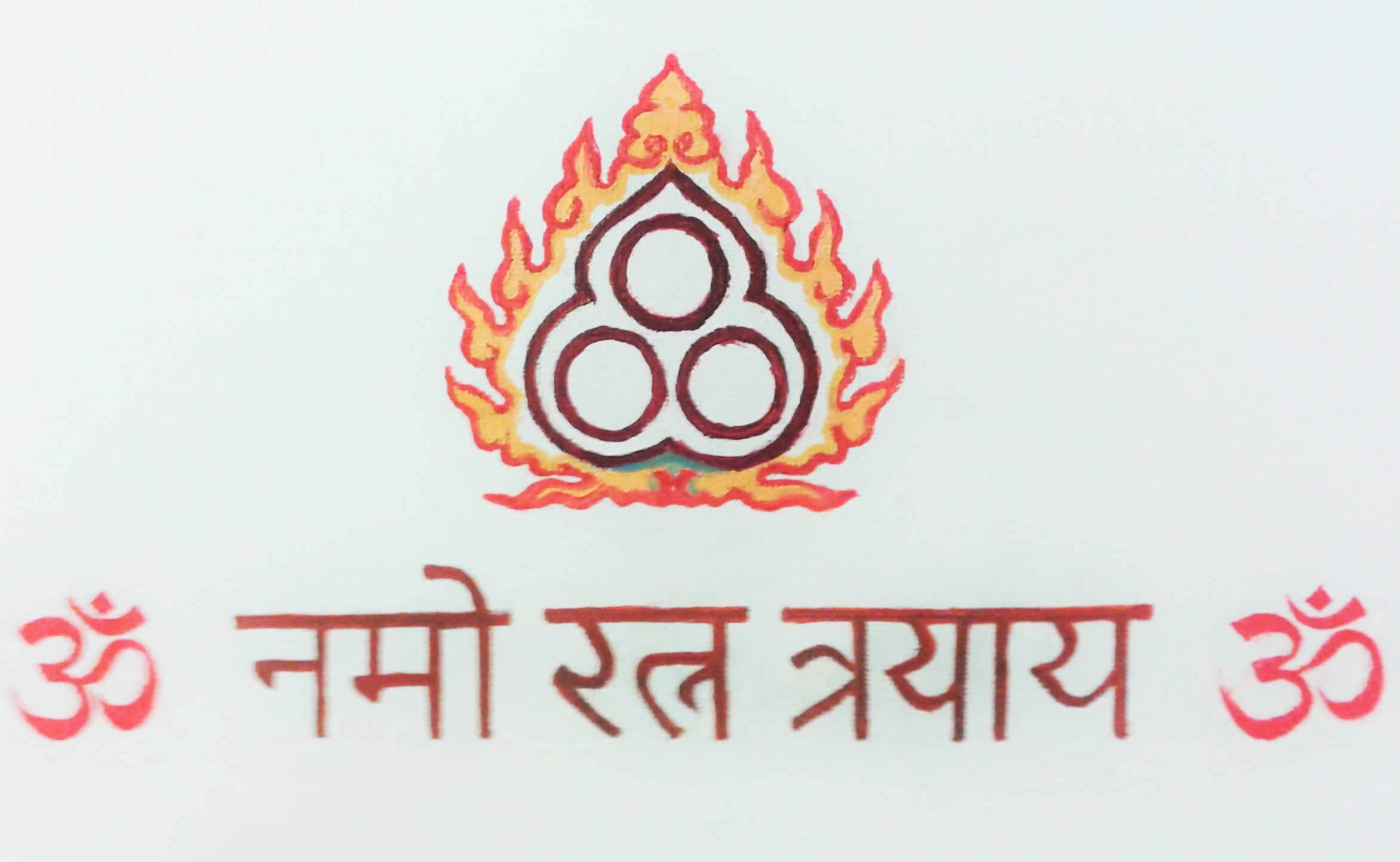
تحرير

الجواهر الثلاثة أو الكنوز الثلاثة أو الملاجئ الثلاثة هي الأشياء الثلاثة التي يلجأ إليها البوذي وينظر إليها للحصول على التوجيهات، في عملية تعرف باسم اللجوء.
الجواهر الثلاثة هي:
- بوذا: المثل الأعلى أو أعلى روحية توجد داخل جميع البشر؛
- دارما: تعاليم بوذا.
- سانغا أولئك الذين تنوروا، والذين قد يساعدوا البوذي على ممارسة البوذية.[1]